# 28630 Mayuri
28630 Mayuri este un asteroid din centura principală de asteroizi.

## Descriere
28630 Mayuri este un asteroid din centura principală de asteroizi. A fost descoperit pe 29 martie 2000 la Socorro, New Mexico, în cadrul proiectului LINEAR. Asteroidul prezintă o orbită caracterizată de o semiaxă mare de 2,21 ua, o excentricitate de 0,08 și o înclinație de 4,1° în raport cu ecliptica.